# Riyad
Pour la province, voir Riyad (province).
Riyad (en arabe : الرياض, ar-riyāḍ, signifiant littéralement « les jardins » ou « les oasis ») est la capitale du royaume d’Arabie saoudite et de la province de Riyad. Elle s’étend sur 1 554 km2, et comptait officiellement plus de six millions d'habitants lors du recensement en 2017, ce qui en fait la ville la plus peuplée d'Arabie saoudite et de la péninsule Arabique.

## Situation
La capitale saoudienne se trouve au centre de la péninsule arabique sur un large plateau, le Nejd.
Elle forme avec Buraydah et Al Khardj, le « couloir central » de développement. Deux autres zones de population du pays se situent d'une part, autour de Djeddah et la Mecque sur la mer Rouge, et d'autre part, autour d’Al-Hufuf et Dhahran sur le golfe Persique.

## Histoire

### Origine
Aux temps préislamiques, le site est occupé par des villages se trouvant au confluent de plusieurs oueds, où l’eau souterraine est facilement accessible, près de Hajr al-Yamâma, autrefois centre important de Al-Yamâma, antique région centrale du royaume. Le site est connu pour ses dattes et ses vergers.

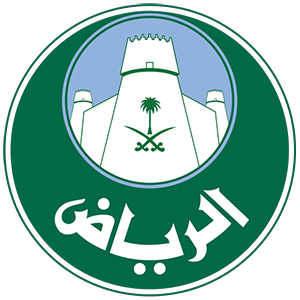
Blason de Riyadh.

Le nom de la ville (Riyad, parfois transcrit Ryad ou Riyadh), comme celui du riad marocain, dérive du pluriel de rawdhah (روضة, jardin en arabe) qui est apparu au XVIIIe siècle. Il concerne d’abord des parties du campement où les vergers prédominent, puis est utilisé graduellement pour l’ensemble du site.

### Premier État saoudien
À la fin du XVIIIe siècle, Riyad fait partie du premier État saoudien, né de l'alliance entre Ibn Abdelwahhab, un imam fondamentaliste prônant le retour à un « islam pur », et de Ibn Saoud, émir de Dariya, située aujourd'hui dans la banlieue nord-ouest de Riyad et qui fut capitale de ce royaume. Durant cette période, Riyad subit de la part des Saoudiens — rassemblant des tribus du Nejd — 35 raids en l'espace de 28 ans avant d’être occupée par ces derniers en 1773.
Ce fondamentalisme islamiste se propage alors et les tribus du Nejd détruisent les sépultures d'imams chiites en Irak, puis mettent à sac La Mecque en 1806, jusqu'alors ottomane de rite musulman sunnite.

### Période ottomane
L’Empire ottoman ne tarde pas à réagir par le biais de leur vassal, le vice-roi d'Égypte Méhémet Ali, dont le fils Ibrahim Pacha mettra à sac et détruira Dariya en 1818, provoquant l'effondrement de l'État saoudien. George Forster Sadleir (1789–1859), officier et explorateur britannique de passage dans la région quelque temps plus tard, décrit le village de Riyad, dont les remparts ont été rasés, comme étant entouré de vastes palmeraies, mais dont la guerre contre les Ottomans a rendu les habitants misérables.
Le petit-fils de Mohammed ben Abdelwahhab est fusillé par ses propres troupes. L'imam Abdallah ben Saoud ben Abdelaziz est décapité à Constantinople et sa tête jetée dans le Bosphore.

### Deuxième État saoudien
Tourki ben Abdallah Al Saoud (en), le fils du dernier souverain, parvient à se réfugier auprès des bédouins dans le désert et à échapper à la déportation. En 1821, il mène une révolte contre les troupes occupantes, établit sa tribu à Riyad, qui devient la capitale du deuxième royaume saoudien en 1824, et regagne les territoires perdus, à l'exception du Hedjaz et de l'Émirat de Haïl, où le clan Al Rachid prend le pouvoir en 1835. La ville d'Haïl, leur capitale, située 600 km au nord-ouest de Riyad contestera la primauté de la capitale des Al Saoud durant tout le XIXe siècle.
En 1871, à la suite d'une querelle de succession, Saoud ben Fayçal ben Tourki Al Saoud prend le contrôle du pouvoir sur son frère Abdallah. Après la mort de Saoud, Abderrahmane, son autre frère, lui succède, mais Abdallah revient un an plus tard en le forçant à abdiquer.
En représailles, les enfants de Saoud décident en 1887 de capturer Abdallah. En échange de la libération d'Abdallah, l'émir d'Haïl, Mohammed ben Abdallah Al Rachid, devient gouverneur de Riyad alors que les Ottomans occupent de nouveau le Hasa, à l'est de la péninsule.

### Période Al Rachid
L'émir décide alors de mettre fin au royaume saoudien. En 1891, à la bataille de Mulayda dans la région de Qassim, la Maison des Al Saoud est défaite par les Al Rachid, soutenus par les Ottomans qui restent ennemis des Saoud. Ces derniers sont obligés de s'exiler au Koweït, alors protégé par la Grande-Bretagne, ennemie de l'Empire ottoman.

### Troisième État saoudien

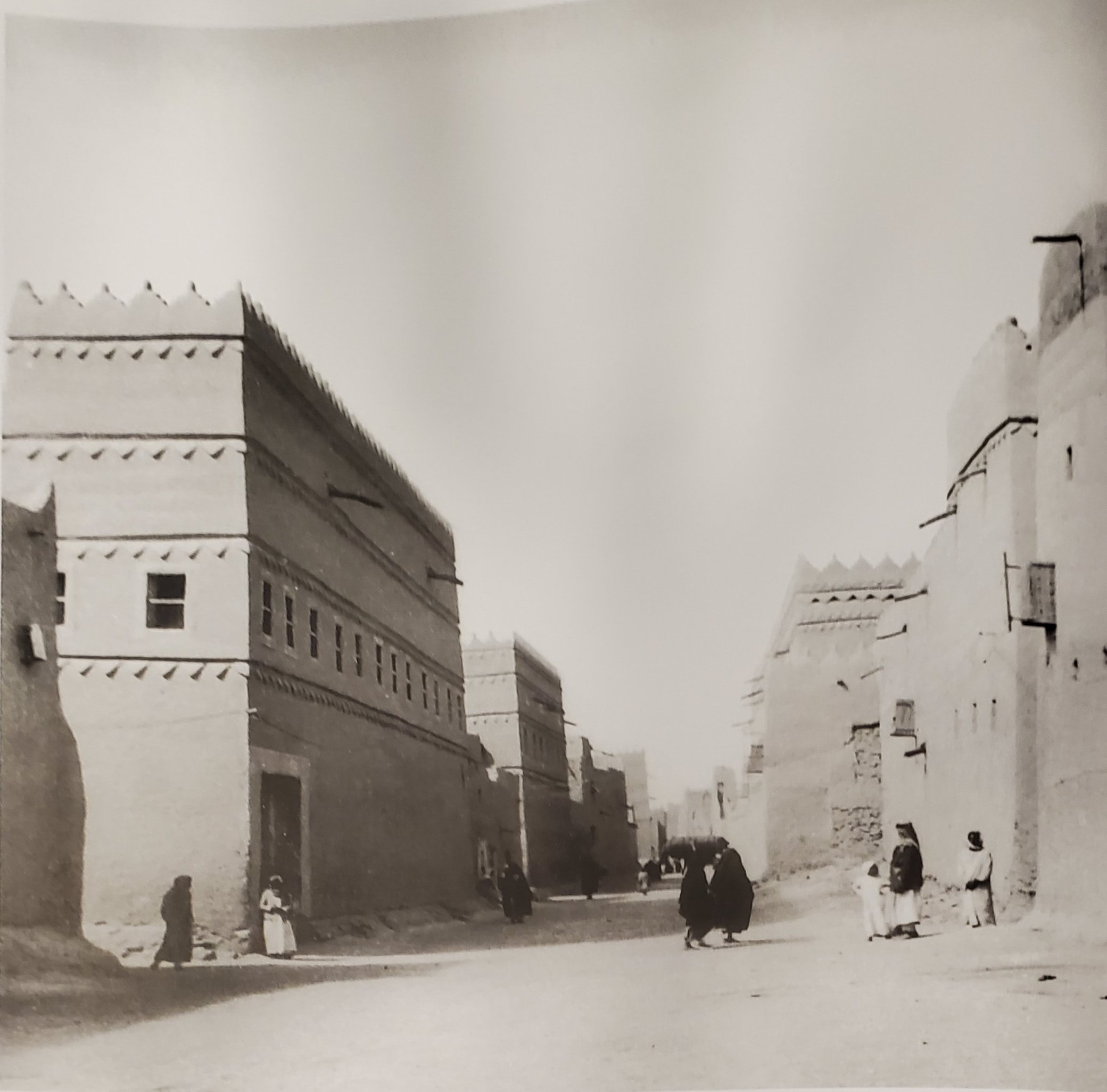
La rue Thumairià Riyadh en 1938.

Profitant d'un voyage à Bagdad d'Abdelaziz ben Moutaïb Al Rachid, avec l'aval de son père Abderrahmane mais seulement accompagné d'une soixantaine de fidèles compagnons, le jeune Abdelaziz ben Abderrahmane Al Saoud entreprend de reconquérir Riyad.
La nuit du 15 janvier 1902, six d'entre eux escaladent les remparts de la cité et obtiennent des renseignements d'un ancien serviteur d'Abderrahmane, du temps où les Al Saoud régnaient encore sur Riyad. Ils pénètrent par les terrasses dans la résidence de l'émir de Riyad, Ajlan, et le tuent à son retour de la mosquée, provoquant la reddition de toute la garnison.
Ibn Séoud étend progressivement son pouvoir et crée finalement le nouveau royaume d’Arabie saoudite en 1932, dont Riyad est la capitale. Le wahhabisme est de nouveau imposé à l'ensemble du territoire et Riyad en est le centre. Pour cette raison, les représentations diplomatiques des autres pays restent à Djedda, ville plus ouverte, jusqu'en 1982. Pour sa part, la cour royale réside au palais d'Al-Yamamah, dans la banlieue ouest de la ville.

## Climat
Riyad connaît un climat désertique chaud avec des précipitations annuelles de 114 mm concentrées en mars-avril. La saison sèche, qui s'étend de juin à septembre, est marquée par des températures estivales dépassant très souvent 45 °C. Les tempêtes de sable sont surtout violentes en hiver. La ville reçoit quelques précipitations quelques jours par an. Pour garantir son alimentation en eau, la ville a créé des barrages pour garder le trop plein, et près d’une centaine de puits. La ville est alimentée à 50 % par de l'eau désalinisée en provenance du golfe Persique, notamment par l'usine de Jubail située à plus de 400 km.
| Mois                     | jan. | fév. | mars | avril | mai | juin | jui. | août | sep. | oct. | nov. | déc. | année |
| ------------------------ | ---- | ---- | ---- | ----- | --- | ---- | ---- | ---- | ---- | ---- | ---- | ---- | ----- |
| Température moyenne (°C) | 14   | 16   | 21   | 26    | 32  | 34   | 36   | 35   | 32   | 27   | 21   | 16   | 26    |
| Précipitations (mm)      | 10   | 10   | 30   | 30    | 10  | 0    | 0    | 0    | 0    | 0    | 0    | 10   | 100   |

## Qualité de vie
D'après une étude de Mercer sur l'année 2019, Riyad est classé à la 164e place sur 2030 des villes à la meilleure qualité de vie, essentiellement pénalisé par le mode de vie très strictement islamique qui y règne.
À Riyad, l'alcool est interdit et les règles de tenue vestimentaire sont strictes, tandis que les lieux de divertissements étaient quasiment inexistants. Depuis 2017, l'un des volets du plan de développement saoudien Vision 2030 prévoit des mesures visant le développement culturel du royaume, qui viennent faire évoluer ces interdictions, bien que Riyad demeure une ville plus conservatrice que Djeddah. De ces réformes découle notamment l'autorisation de l'ouverture de salles de cinéma après 35 ans d'interdiction. Ainsi, le 16 avril 2018 une salle de 500 places initialement destinée à être une salle de concert symphonique a été inaugurée dans le quartier financier « King Abdallah ». À l'occasion de la fête nationale le 23 septembre 2017, le stade international du Roi-Fahd situé à Riyad a été autorisé à accueillir des femmes pour la première fois. En décembre 2017, le centre culturel Roi-Fadh de Riyad a accueilli son premier concert réservé aux femmes produit par la chanteuse libanaise Hiba Tawaji. En février 2018, la ville lance la construction de son premier opéra.
Riyad se positionne à la 112e place dans le classement des villes les plus chères au monde, ce qui en fait une ville où le coût de la vie est modéré.

## Population
Riyad est la ville la plus peuplée d'Arabie saoudite. Depuis les années 1980, Riyad connaît un essor très rapide grâce à la rente pétrolière, ce qui a conduit à un développement démographique tout aussi important. Entre 1974 et 1992, la population de Riyad croît de 8,2 % par an en moyenne. En 2013, la croissance démographique annuelle est de 4 %.
Depuis 1918, l'évolution de la population de Riyad a été :
| 1918   | 1924   | 1944   | 1952   | 1960    |
| ------ | ------ | ------ | ------ | ------- |
| 18 000 | 30 000 | 50 000 | 80 000 | 150 000 |

| 1972    | 1978    | 1987      | 1992      | 1997      |
| ------- | ------- | --------- | --------- | --------- |
| 500 000 | 760 000 | 1 389 000 | 2 776 000 | 3 100 000 |

| 2009      | 2013      | 2022      | - | - |
| --------- | --------- | --------- | - | - |
| 4 873 723 | 5 899 528 | 6 924 566 | - | - |

| Histogramme de l'évolution démographique de Riyad |
|                                                   |

## Administration
La ville est divisée en quinze districts, auxquels est adjoint un quartier diplomatique, placées sous le contrôle de la municipalité centrale dirigée par Abdallah ben Abdelrahman ben Mohammed al-Mogbel et de l’autorité de développement de Riyad présidée par le gouverneur de la province, qui est depuis 2015 le prince Fayçal ben Bandar Al Saoud.
Ces districts sont aujourd'hui :  
| Districts                          | Quartiers, villes, villages | Réf.   |
| ---------------------------------- | --- | ------ |
| Al-Bat'ha                          | - Al-Deerah - Mi'kal - Manfuha - Manfuha Al-Jadidah - Al-'Oud - Al-Mansorah - Al-Margab - Salam - Jabrah - Al-Yamamah - Otayyigah                                           | ,      |
| Al-Olayya                          | - Al-'Olayya - Al-Sulaymaniyyah - Al Izdihar - King Fahd District - Al-Masif - Al-Murooj - Al-Mugharrazat - Al-Wurood                                                       | [ 18 ] |
| Nemar                              | - Nemar - Dharat Nemar - Tuwaiq - Hazm - Deerab | [ 17 ] |
| Irqah                              | - Irqah - Al-Khozama | [ 19 ] |
| Al-Shemaysi                        | - Al-Shemaysi - Eleyshah - Al-Badi'ah - Syah - Al-Nasriyyah - Umm Sleym - Al-Ma'athar - Umm Al-Hamam (Est)                                                                  |        |
| Al-Ma'athar                        | - Al-Olayya - Al-Nakheel - Université du Roi-Saoud - Umm Al-Hamam (East) - Umm Al-Hamam (West) - Al-Ma'athar Al-Shimali - Al-Rahmaniyya - Al-Muhammadiyya - Al-Ra'id        | [ 20 ] |
| Al-Ha'ir                           | - Al-Ha'ir - Al-Ghannamiyyah - Uraydh | [ 19 ] |
| Al-Aziziyya                        | - Al Aziziyah (Riyadh) - Ad Dar Al Baida - Taybah - Al Mansouriyah | [ 21 ] |
| Al-Malaz                           | - Al-Malaz - Al-Rabwah - Al-Rayyan - Jarir - Al-Murabba' - Sinaiyah Qadeem                                                                                                  | [ 22 ] |
| Al-Shifa                           | - Al-Masani' - Al-Shifa - Al-Mansuriyya - Al-Marwah | [ 23 ] |
| Al-'Urayja                         | - Al-Urayja - Al-Urayja Al-Wusta ("Mid-Urayja") - Al-Urayja (Ouest) - Shubra - Dharat Laban - Hijrat Laban - As-Suwaidi - As-Suwaidi (Ouest) - Dahrat Al-Badi'ah - Sultanah |        |
| Al-Shimal                          | - Al-Malga - Al-Sahafa - Hittin - Al-Wadi - Al-Ghadir - Al-Nafil - Imam Muhammad ibn Saud University - Al-Qayrawan - Al-Aqiq - Al-Arid                                      | [ 24 ] |
| Al-Neseem                          | - Al-Naseem (Est) - Al-Naseem (Ouest) - As-Salam - Al-Manar - Al-Rimayah - Al-Nadheem                                                                                       | [ 25 ] |
| Al-Rawdha                          | - Al-Rawdhah - Al-Qadisiyah - Al-M'aizliyyah - Al-Nahdhah - Gharnatah (Granada) - Qortubah (Cordoba) - Al-Andalus (Andalusia) - Al-Hamra - Al-Qouds                         | [ 19 ] |
| Al-Selayy                          | - Al-Selayy - Ad Difa' - Al Iskan - Khashm Al-'Aan - Al-Sa'adah - Al-Fayha - Al-Manakh                                                                                      | [ 26 ] |
| Quartier diplomatique              | | [ 27 ] |
| Quartier financier du roi Abdallah | |        |
| Diriyah                            | |        |

## Quartiers

### Batha (Al Bathaa et Al-Dirah)
Ce quartier correspond au centre historique de Riyad, profondément rénové et réhabilité pour perpétuer la mémoire de la famille régnante Al Saoud. Le quartier est très prisé des expatriés pour ses prix plus bas que dans le centre-ville.
Parmi les lieux d'intérêt :
- le fort Al-Masmak (vers 1865)
- le Musée d'Histoire et d'Archéologie (1999)
- le palais Al-Murabba (en), ancienne résidence du roi Ibn Séoud, devenu le King Abdul Aziz Historical Centre (en)
- le souk réputé pour ses bijoux en or

### Tahlia
Tahlia signifie en arabe la désalinisation, car dans cette rue se trouve le siège de la société de désalinisation de l'eau. Tahlia Street est toutes proportions gardées « les Champs-Élysées de Riyad ». Dotée de grands trottoirs facilitant un accès piétons, la rue est bordée de boutiques et de restaurants ouverts la nuit, et souvent animée le soir et les week-ends. Dans cette rue, il est possible d'observer l’évolution des mœurs saoudiennes et la libéralisation des habitudes quotidiennes.

### Hai Al Safarat (quartier diplomatique)
Le D. Q. (pour Diplomatic Quarter) est le quartier diplomatique situé à l'ouest de la ville (24° 40′ 45″ N, 46° 37′ 19″ E), sur la route de Jeddah et de La Mecque. Il est clôturé par une enceinte et on y accède par trois checkpoints, mis en place pour protéger les différentes ambassades, ainsi que les diplomates y résidant, des attaques terroristes. Le quartier diplomatique sert principalement à loger les ambassades étrangères et les ressortissants diplomatiques. Le quartier est pensé pour une utilisation pédestre contrairement à la majorité de la ville de Riyad.

### Olaya
Olaya est un quartier du nord de la ville en développement notamment au niveau des infrastructures hôtelières qui s'y développent dans les années 2010. Le quartier est considéré comme le centre de Riyad et contient de nombreux hôtels, restaurants, centres commerciaux. Les tours Kingdom Centre et Al Faisaliah se trouvent à Olaya, ainsi que Al Tahlya Street.

### Quartier financier du roi Abdallah
Le quartier financier du roi Abdallah (KAFD) fait partie des quartiers récents (première pierre en 2006) et en expansion de Riyad. Le quartier est pensé pour une utilisation pédestre contrairement à la majorité de la ville de Riyad. L’ambition du King Abdullah Financial District est de faire de la capitale un hub financier important,.

## Architecture et monuments

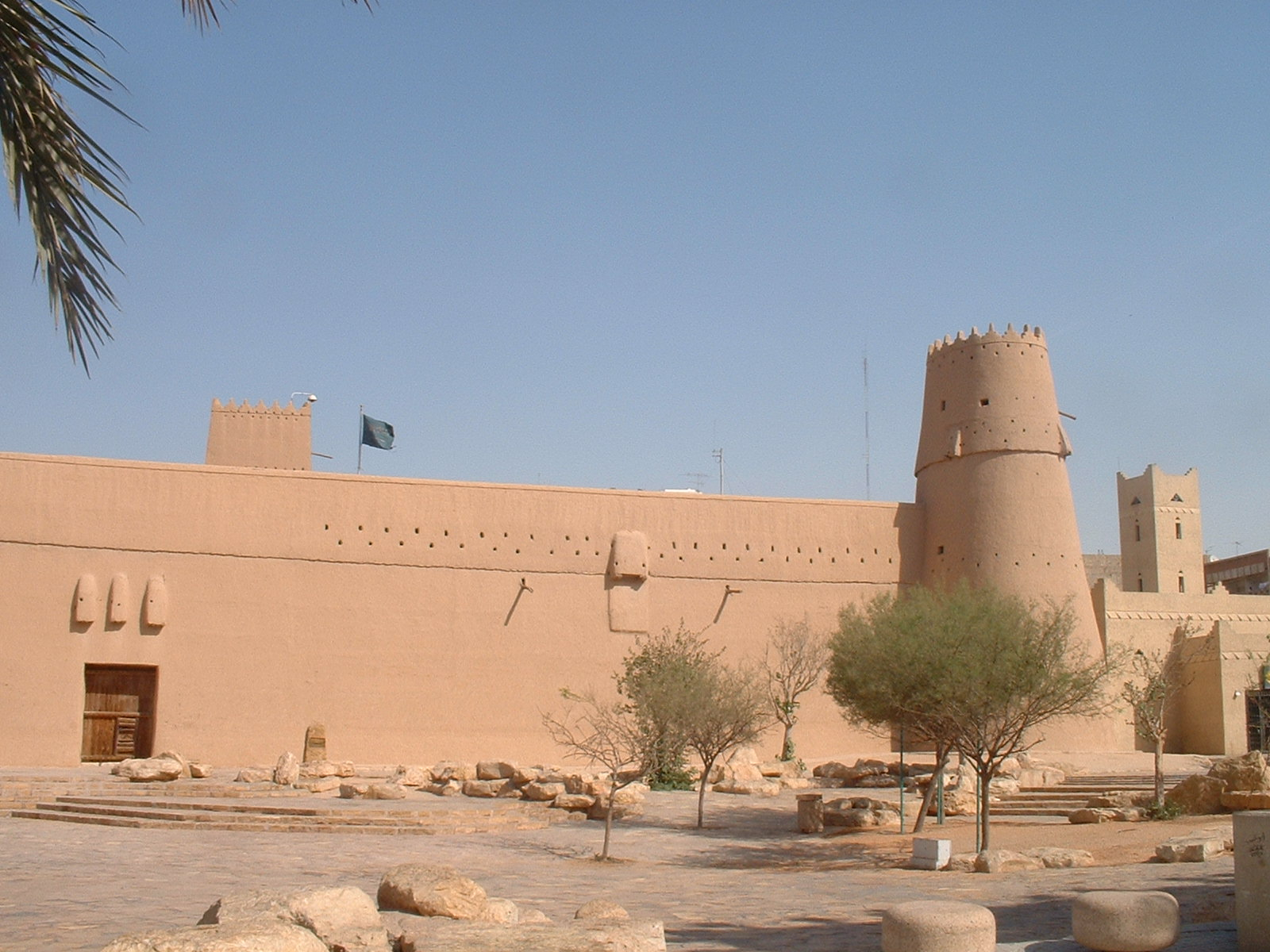
Fort Masmak

De nombreux sites historiques peuvent être visités à Riyad. Ces sites historiques côtoient des constructions modernes datant du boom économique saoudien des années 1970.

### Monuments historiques
- Fort Masmak, Sahah Al Hukom, Qasr-al-Hukm
- National Museum of Saudi Arabia situé à al Murabba, à côté du King Abdul Aziz Historical Center

### Architecture moderne

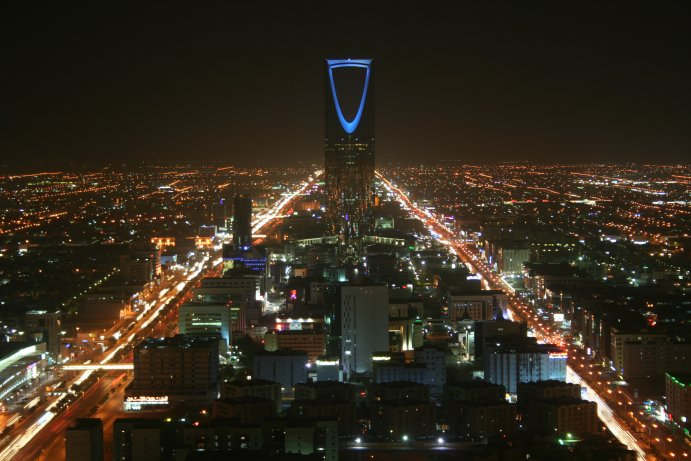
Kingdom Centre.

- Tour Al Faisaliah de 267 m de hauteur, conçue par l'architecte britannique Norman Foster. Elle a une forme pyramidale bien particulière avec un globe de verre à son sommet dans lequel se trouve un restaurant avec une vue panoramique sur la ville. Un centre commercial se trouve au pied de la tour. La construction a démarré en 1998 et elle fut inaugurée deux ans plus tard, en 2000.
- Kingdom Centre (Al Mamlaka en arabe) culmine à 302 m, et dispose d'une ouverture triangulaire enjambée par un pont panoramique de 56 mètres avec une plate-forme d'observation publique. La tour est alignée avec la Tour Al Faisaliah[33].
- Autres tours : Burj Rafal (le plus haut gratte-ciel d'Arabie saoudite et l’un des plus hauts hôtels du monde)[34], Tour Riyadh TV (en) (qui héberge les locaux du Ministère saoudien de l'Information), et l'Al-Obeikan Hilton Tower Hotel.
- Grande Mosquée du quartier King Abdullah : mosquée en forme de rectangle et entourée de bassins d'eau. Elle est pensée et bâtie comme une interprétation symbolique de l'Islam moderne[35].
- Centre international de conférence du roi Abdelaziz : palais en style néo-classique arabisant avec un dôme similaire au Panthéon et des toits rappelant ceux de l'Opéra Garnier de Paris.
- Le Mukaab : un gigantesque bâtiment cubique de 400 mètres de hauteur[36], rappelant la Kaaba, pensé pour être l'oeuvre majeure d'un nouveau quartier nommé « New Murabba », et où seraient construits jusqu'à 100 000 logements. Présenté en février 2023, les travaux de construction du Mukaab étaient engagés à l'automne 2024[37], mais la date d'achèvement n'est pas connue.

## Sport
Le football est le sport le plus populaire en Arabie saoudite. La ville comprend 4 clubs majeurs de football. Al Hilal a été créé en 1957 et est le club le plus titré Championnat d'Arabie saoudite. Ses matchs à domicile sont joués au stade international du Roi-Fahd. Al-Nasr est un autre club du championnat, créé en 1955, qui a de nombreux supporters dans le royaume. Un autre club connu, Al-Shabab, a été créé en 1947. La ville comprend également le club Al-Riyadh, créé en 1954, ainsi que de nombreux autres clubs mineurs.

## Urbanisme
- Espaces verts et parcs : King Abdullah Park, Salam Park
- Les commerces sont organisés autour des malls et autres grands centres commerciaux

## Transports
Riyad a entrepris la construction d’un réseau de métro souterrain dont la construction a débuté en 2014. Son ouverture est prévue pour 2023 et prévoit un réseau de six lignes (bleue, verte, rouge, orange, jaune et pourpre) totalisant 85 stations avec air conditionné. Les principales stations du centre ville (Qasr Al Hokm) Olaya et King Abdullah Financial District seront le nœud des intersections. Les marchés ont été remportés par Siemens, Bombardier et Alstom qui se sont réparti les lignes à équiper. Il y aura également quatre autres stations de transfert et cinq parkings relais principaux.
Les projets d'architecture retenus pour les stations principales sont ceux des architectes Zaha Hadid, Snohetta et Gerber Architekten.
Le métro est complété par 24 lignes d'autobus couvrant plus de 2 000 km de route.
L'aéroport international du roi Khaled, situé à 35 kilomètres au nord de Riyad, accueille près de 17 millions de voyageurs par an. Des travaux sont entamés en 2013 pour accroître sa capacité d’accueil de 12 millions à 35 millions de passagers.

## Hébergement
À partir des années 1930, Riyad s'agrandit en dehors de ses remparts historiques. Dans les années 1950, des routes droites commencent à faire leur apparition et la priorité est donnée à la construction de bureaux. L'ordre est donné en 1953 de transférer les ministères de Djeddah à Riyad. Dans les années 1970, le développement des résidences et immeubles d'hébergement se fait surtout le long des quatre principaux axes routiers : Khurays, Dir'îya, Kharj et Hijâz. Avec l’augmentation du prix du pétrole, Riyad se développe et plusieurs universités, sièges administratifs et hôpitaux font leur apparition.
L'hôtellerie se développe depuis les années 1980, un secteur massivement investi par les Saoudiens. Les hôtels emblématiques de la ville se situent généralement dans les tours qui parsèment la ville,: Four Seasons dans la Kingdom Centre, Hôtel Kempinski dans la Burj Rafal, Ritz-Carlton, Riyadh Palace Hotel, 2Al Faisaliah Hotel dans la tour Al Faisaliah, Hyatt Regency, InterContinental...

## Éducation
Liste des grandes universités de Riyad :
- Université du Roi-Saoud
- Université Princesse Nora bint Abdul Rahman
- Université islamique Al-Imam Muhammad Ibn Saoud
- Université Alfaisal (en)
- Université Al Yamamah (en)
- Académie islamique du Fiqh
- Université du roi Abdulaziz
- Université des sciences et technologies du roi Abdallah
- École de technologie de Ryiad (en)
- New Middle East International School (ar)
- École de sécurité du Roi Fahd (en)
- Arab Open University (en)

### École internationale
L'École française internationale de Riyad enseigne de la maternelle au lycée.

## Vues satellite

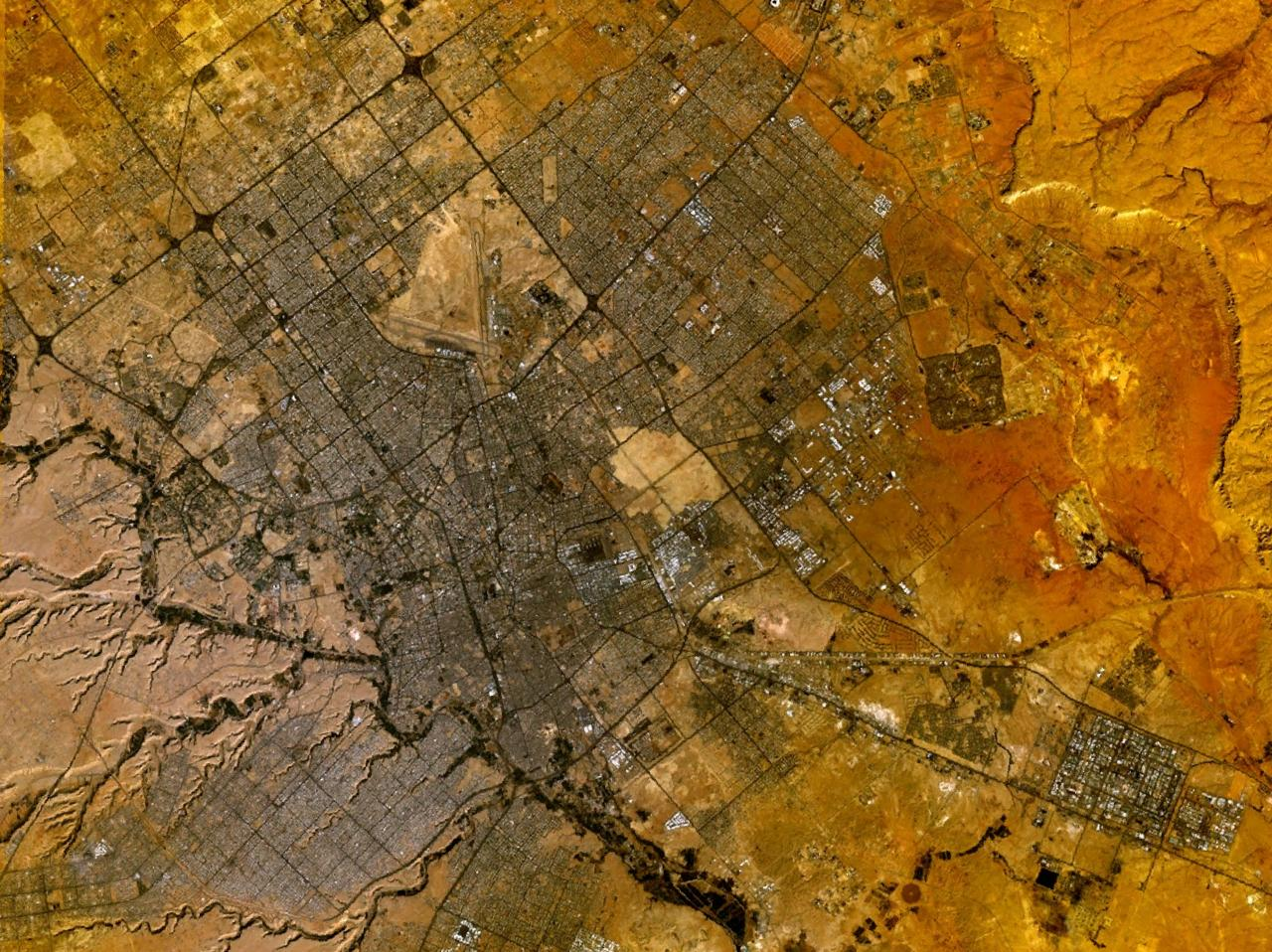
Vue satellite de jour.
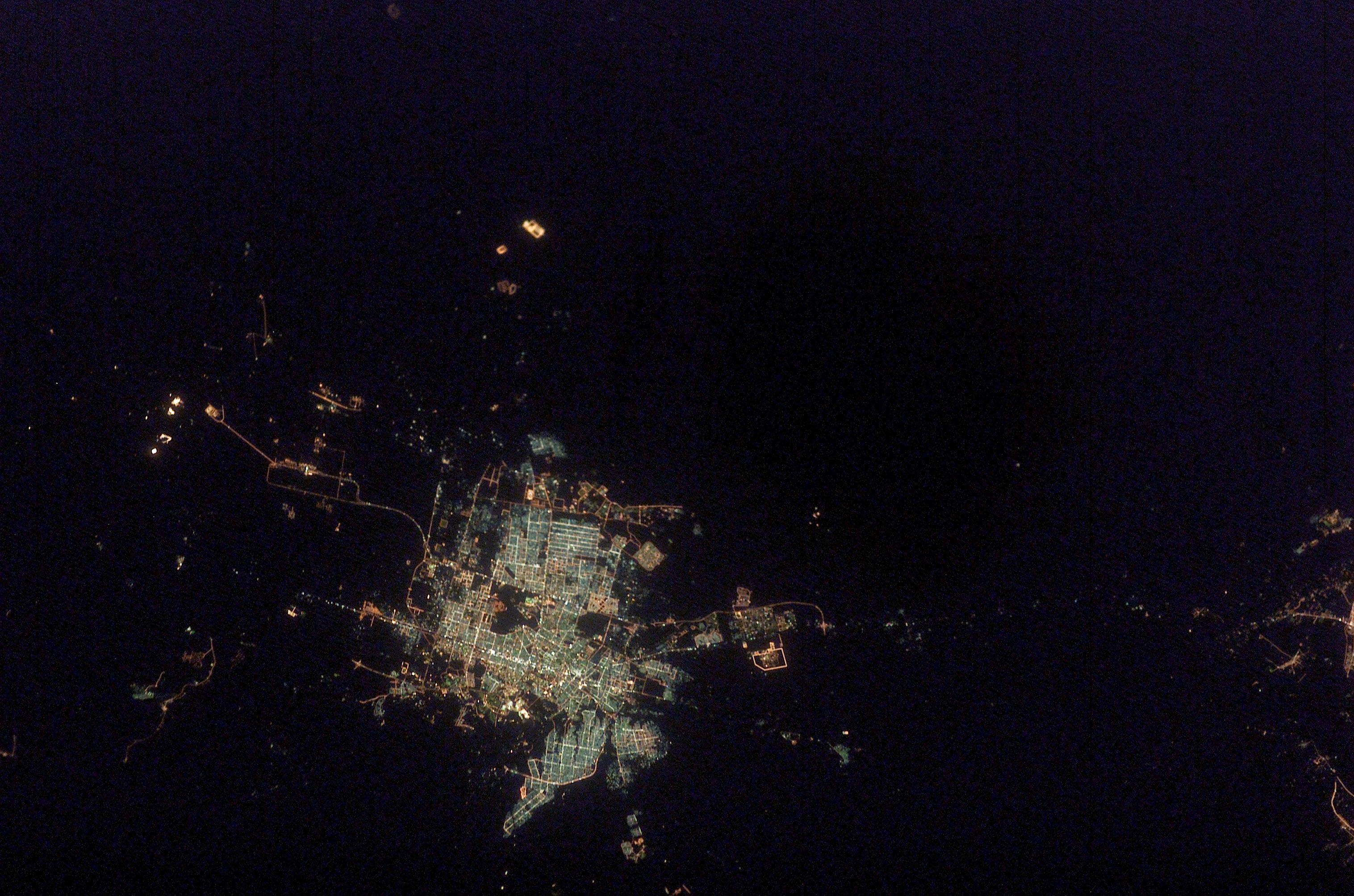
Vue satellite de nuit.